# لورين وودلاند
لورين وودلاند (بالإنجليزية: Lauren Woodland)‏ (و. 1977  م) هي ممثلة، ومحامية، وممثلة تلفزيونية أمريكية، ولدت في كارسون سيتي، نيفادا.

## التعليم
تعلمت في جامعة كاليفورنيا الجنوبية.

## وصلات خارجية
- لورين وودلاند على موقع IMDb (الإنجليزية)
- لورين وودلاند على موقع ألو سيني (الفرنسية)
- لورين وودلاند على موقع أول موفي (الإنجليزية)
- لورين وودلاند على موقع قاعدة بيانات الفيلم (الإنجليزية)
- لورين وودلاند على موقع كينوبويسك (الروسية)